# Uddajauratj
Uddajauratj är en sjö i Arjeplogs kommun i Lappland och ingår i Piteälvens huvudavrinningsområde. Sjön har en area på 0,444 kvadratkilometer och ligger 436,3 meter över havet.

## Delavrinningsområde
Uddajauratj ingår i det delavrinningsområde (735398-161699) som SMHI kallar för Utloppet av Båldakatj. Medelhöjden är 428 meter över havet och ytan är 10,66 kvadratkilometer. Räknas de 29 avrinningsområdena uppströms in blir den ackumulerade arean 323,63 kvadratkilometer. Mattaureälven som avvattnar avrinningsområdet har biflödesordning 2, vilket innebär att vattnet flödar genom totalt 2 vattendrag innan det når havet efter 196 kilometer. Avrinningsområdet består mestadels av skog (70 procent). Avrinningsområdet har 2,12 kvadratkilometer vattenytor vilket ger det en sjöprocent på 19,9 procent.